# 26 Zapasowa Dywizja Zmechanizowana
26 Zapasowa Dywizja Zmechanizowana (26 ZDZ) – związek taktyczny wojsk zmechanizowanych Sił Zbrojnych PRL.
Dywizja utworzona została w 1963 na bazie jednostek Warszawskiego Okręgu Wojskowego jako zapasowy związek taktyczny formowany na wypadek wojny. Jej formowanie przewidywał plan mobilizacyjny PM-63. Dywizja znajdowała się w podporządkowaniu dowódcy OW.
W 1972 w miejsce tej dywizji powstała 26 Rezerwowa Dywizja Zmechanizowana.